# الإسكندرونة
الإسكندرونة (بالتركية: İskenderun)‏ هي مدينة تقع على البحر المتوسط ضمن محافظة هاتاي جنوبي تركيا. تقع الإسكندرونة في رأس خليج اسكندرون على البحر المتوسط، وهي من أهم الموانئ في تركيا اليوم. تعتبر المدينة مركزًا تجاريًا ويستخدم ميناؤها لتصدير النفط القادم إليها عبر خطوط الأنابيب، كما أنه منتجع سياحي هام. بناها الإسكندر الأكبر عام 333 ق.م تخليدًا لانتصاره على الفرس. كانت قديمًا مركز للتجارة بين الشرق والغرب، واستخدمت منفذًا بحريًا لسكان مدينة حلب والشمال السوري.
الإسكندرونة انضمنت إلى الرومانيين من السيليفكوسيين ثم بعد ذلك انضمنت إلى روما الشرقية في 390 ثم إلى دولة المماليك في 1516 ثم من الدولة الإسلامية في وسط القرن السابع إلى الإمبراطورية العثمانية ثم أصبحت تحت حكم الإنجليز أثناء الحرب العالمية الأولى ويليها الفرنسيين. وظلت تحت حماية الفرنسيين أثناء الانتداب الفرنسي على سوريا في عام 1938. احتلتها تركيا رسميًا في 5 يوليو 1939 بعد أن دخلها الجيش التركي. ومنذ ذلك الحين تطالب الحكومة السورية بعودة السيادة السورية إلى إقليم لواء الإسكندرون وجلاء الاحتلال التركي.
هي بلدة صغيرة جدًا في الفترة الممتدة منذ أن انضمنت إلى تركيا حتى عام 1974، المصنع التركي لـ الغزل والنسيج الثالت الذي تأسس في 1974 أعاد الحيوية المدينة بشكل كبير. بالإضافة إلى أنه يوجد مصنع سوبر فوسفات له فروع صناعية كـ الزيوت النباتية والأعلاف، والدقيق، ومعجون الطماطم المعلبة، والحلج والنسيج، والأرز، والسيارات، والآلات، وقطع الغيار.. الخ. البترول المستخرج من باتمان عبر خط الأنابيب ينقل إلى مرسين من خلال الطريق البحري من ميناء الإسكندرونة. وكان يوجد أيضا محطة سكة حديد وسقالة ومن بين السقالات مصنع وبين دول حلف شمال الأطلسي في الميناء. يحتوي ميناء الإسكندرونة الذي يعد رابع أكبر ميناء في تركيا، على 8، 7 طن من البضاعات سنويا. أرسوز التي تبعد 33 كم عن مركز المدنية هي بلدة سياحية مشهورة على الساحل البحري. كما أنها تحتوي على أماكن أثرية مختلفة من الشواطئ الطبيعية والسهول. عاصمة المدنية متطورة باستمرار بشكل يتلائم مع الحياة الحضارية والعصرية. شوارع المحافظة تنحدر بشكل حاد للبحر. فتحت أسوز في عام 1985 لتقديم خدمات منظمة بولفر أتاتورك الممتد على الساحل ومراكز ترفيهية، ورياضية.
اليوم الإسكندرونة هي من أكبر المحافظات الرئيسية في تركيا وهي مدينة متطورة بشكل سريع في العديدة من المجالات كالتجارة البحرية، والسياحة وخاصة الصناعة.

## علم الأصول

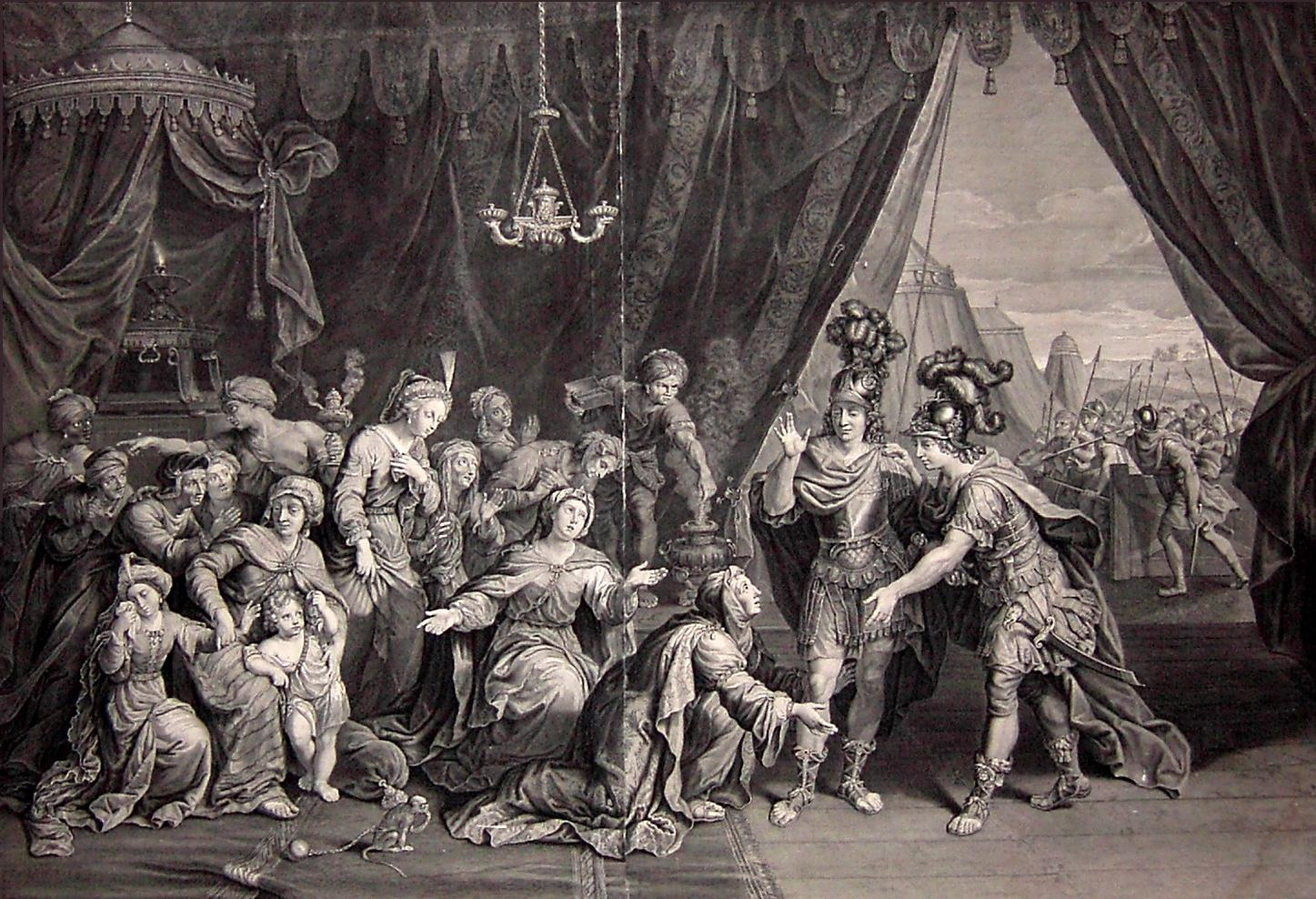
نحتت هذا العمل من قبل جيراردملك فرنسا، في فترة تشارلز لو برون في العام 1661

أسس الفينيقيين [وصلة مكسورة] مدينة ميرياندوس في هذه المنطقة عام 1500 ق م. يرجع اسم ميرياندور إلى مورا- واندا (Mura-wanda) "Muralı، Mura" التي تعني عبادة الشعب للإله الدائم. ذكر هيرودوت في كتاباته "إذا أخذنا الشمس مثلا، فإن شكل الساحل الدائري في فينقيا يشبه الشمس، يبدأ من خليج ميرياندور حتى تربيون بورنو. يقيم على طول هذا البحر ثلاث مئة سلالة من الناس." يرجع معنى كسيونون التابعة لهذه المنطقة، في انابيسى (Anabasis) (401-400 ق م) إلى "تقدم كايورس من هناك حتى مدينة باش فارسك في داخل سوريا ووصل إلى ميرياندور المدينة الساحلية التي يتواجد فيها الفنيقيين. هنا ميناء تجاري ترسى العديد من السفن التجارية إليه وتنتظر...". أما استاربون ترجع اسمها ل " المجئ إلى قرية صغيرة تسمى ايسوس ونهربيناروس. حدث هنا معركة بين داريوس والإسكندر الأكبر. فتم تسميتها بخليج كوى ايسوس. في هذه الخليج يقع مدن يقال إنها حدود بين كيليكيا وسوريا مثل Rhosos، Nicholopolis) Myriandrus، Nepsuestia وPylai).
دخلت المنطقة تحت حماية مقدوني عقب الحرب التي حدثت بين داريوس الثالث والإسكندر الأكبر في عام 333 ق م. تغير اسم ميرياندور بعد هذا التاريخ وسميت الإسكندرية. يرجع اسم الإسكندرية إلى الإسكندر الأكبر وقفا للغة هيلن. تم تسمية هذا الاسم أيضا لمدنية أسسها الإسكندر الأكبر في مصر. تم تسمية هذه المدينة التي تفع في منطقة كليليكيا في العهد الصليبي بـ الإسكندرية الصغيرة وذلك من أجل الفصل بينهم.

## النزاع السوري التركي
في عام 1939 قامت فرنسا، السلطة المنتدبة في سوريا وقتئذ، بالتنازل عن لواء الإسكندرونة لتركيا. ويعتقد بأن ذلك حدث لضمان تأييد تركيا للحلفاء في بداية الحرب العالمية الثانية. خالفت فرنسا بذلك صك الانتداب الذي يوجب على السلطة المنتدبة الحفاظ على الأراضي التي انتدبت عليها. لم تعترف سوريا قط بضم تركيا للواء، وما زالت الخرائط السورية والعربية ترسمه ضمن أراضي سوريا. عدد سكان الإسكندرونة 251,682 نسمة (إحصاءات عام 2022).
قامت تركيا بفرض اللغة التركية والقومية التركية على أبناء اللواء فمنعت لسنين التكلم باللغة العربية في الأماكن العامة وفي المدارس وحتى الشوارع وكان القمع شديدا إلى أن أتى جيل عربي لا يعرف العربية أبدا وقام العرب باستنكار الأذان باللغة التركية التي فرضته تركيا بعد 1937 فقام بعض الأتراك بتهجير للعرب إلى سوريا حيث وضعت الحكومة التركية يدها على أملاك الكثير من العرب بقرارات تعسفية وقامت بمنع وعرقلة عمليات التمليك للمهاجرين العرب الذين فروا إلى سوريا لتتنكر لهم.[بحاجة لمصدر]

## الجغرافيا
جزء المدنية الغربي عبارة عن بيئات تطل على البحر الأبيض المتوسط أما في المظاهر الطبيعية فهي تعتمد بشكل رئيس على جبال النور، منطقة الإسكندرونة التي تبعد بـ 5 كليو عن جبال النور، مساحتها تصل إلى 759 كليو متر مربع. تقع الإسكندرونة على خطوط طول شرقا بدرجة 36_37 وشمال بخطوط عرض بدرجة 37. كارا هي مدنية حيوية جويا وبحرا. سلاسل المدنية الجافة المتوازية مع هذه الطيات يكسبها ميزة خاصة فريدة من نوعها. تحاط بلدة دورت يول التي تقع جنوب البحر الأبيض المتوسط، بجبال النور في الشرق وبنفق البلان الذي يعد محور هام في الجنوب.
أما خليج السكندر هي أهم نقطة شرقية تقع بين محافظات البحر الأبيض المتوسط بين أضنة وهاتاي. توسعت خدمات كارا دنيز صاحبة أكبر أهمية في المنياء الذي يقع في محافظة الإسكندرونة والذي يطلق عليه أنه ثاني أكبر ميناء موجودة في ساحل البحر الأبيض المتوسط التركى. انهارت أهمية بيروت السابقة بسبب المعاناة التي يعيشها الشرق الأوسط منذ القدم من صراعات وخلافات. ولهذا السبب حظي الخليج ومحيطه بالأهمية والقيمة. يمتد خليج الإسكندرونة من جوفير غرب هاتاي حتى يشيلكن. يوجد في محافظة الخليج ساحلا يقرب مساحته من 152 كيلو متر. نسبة الملوحة في هذه المناطق تصل من 38 إلى 39 في الألف أما درجة الحرارة 22، 2 درجة مئوية. الشؤاطى السياحية[وصلة مكسورة] فالمنطقة تحظى بأقصى أهمية من حيث السياحة.

### عدد السكان
تحمل الإسكندرونة أهمية كبيرة في جميع أنحاء تركيا بفضل وجود ميناء وصناعات فيها. ازداد عدد السكان الإسكندرونة بنسمة 276% بين عام 1950-1980. وعلى هذه النحو فإن الإسكندرونة التي تحتوي على أكبر عدد من السكان في المحافظة، أصبحت بلدة يتزايد عدد سكانها في نفس الوقت. من الناحية الصناعية وكثافتها السكانية فإنها غير تابعة لمدينة هاتاي وخاصا لأكبر مدينة في تركيا، وتعد واحدة من أكبر البلدات الكبيرة في تركيا. طبقا للإحصائيات الأخيرة للسكان تم تعين سكان مجتمعها ما يقارب من 331.697. 201.193 من هؤلاء السكان استقروا في المناطق المركزية (وسط المدينة)، أما 130.514 الباقي استقروا في البلدة والقرى. يعيش في المناطق المركزية 90.980 من النساء و110.203 من الرجال طبقا للإحصائيات السكانية الأخيرة. بأعداد المهاجرين يزداد العدد السكاني. استقبلت مدينة الإسكندرونة مهاجرين كثرين في عام 1974 بفضل زيادة إنتاج مصانع الحديد والصلب[وصلة مكسورة] في الإنتاج. يرجع السبب الرئيسي للمهاجرين[وصلة مكسورة] هو إمكانية العمل في المجال الصناعي.

### المناخ
مناخ الإسكندرونة هي المناخ نفسه في البحر الأبيض المتوسط، درجة الحرارة في فصل الصيف عالية إلى حد ما أما الجفاف يتوقف على حركة الجو. أكثر شهر من حيث الحرارة تصل حرارته مابين 32_34 درجة مئوية. أكثر شهر من حيث البرودة تصل درجته مابين 10_12 درجة مئوية. معدل الحرارة السنوية هي 18 درجة مئوية وسقوط الأمطار والثلوج نادر جدا. متوسط عدد الأيام التي يظهر بها ثلوج في العام الواحد 0، 1 أما عدد الأيام التي بها برد قارس حوالي 1، 8 وعدد الأيام المشمسة 88، 3 وعدد الأيام المليئة بالسحاب 225، 8 أما الحد الأقصى لسقوط الأمطار في فصل الشتاء يصل إلى 2، 51. يتساقط المطر بكثافة في الشتاء ويتساقط قليلا في الصيف. المعدل مابين 1000_6000 مم. معدل سقوط المطر ليس منتظم.
| البيانات المناخية لـالإسكندرونة (المعدلات الطبيعية 1991-2020، والمعدلات القصوى 1975-2010) | البيانات المناخية لـالإسكندرونة (المعدلات الطبيعية 1991-2020، والمعدلات القصوى 1975-2010) | البيانات المناخية لـالإسكندرونة (المعدلات الطبيعية 1991-2020، والمعدلات القصوى 1975-2010) | البيانات المناخية لـالإسكندرونة (المعدلات الطبيعية 1991-2020، والمعدلات القصوى 1975-2010) | البيانات المناخية لـالإسكندرونة (المعدلات الطبيعية 1991-2020، والمعدلات القصوى 1975-2010) | البيانات المناخية لـالإسكندرونة (المعدلات الطبيعية 1991-2020، والمعدلات القصوى 1975-2010) | البيانات المناخية لـالإسكندرونة (المعدلات الطبيعية 1991-2020، والمعدلات القصوى 1975-2010) | البيانات المناخية لـالإسكندرونة (المعدلات الطبيعية 1991-2020، والمعدلات القصوى 1975-2010) | البيانات المناخية لـالإسكندرونة (المعدلات الطبيعية 1991-2020، والمعدلات القصوى 1975-2010) | البيانات المناخية لـالإسكندرونة (المعدلات الطبيعية 1991-2020، والمعدلات القصوى 1975-2010) | البيانات المناخية لـالإسكندرونة (المعدلات الطبيعية 1991-2020، والمعدلات القصوى 1975-2010) | البيانات المناخية لـالإسكندرونة (المعدلات الطبيعية 1991-2020، والمعدلات القصوى 1975-2010) | البيانات المناخية لـالإسكندرونة (المعدلات الطبيعية 1991-2020، والمعدلات القصوى 1975-2010) | البيانات المناخية لـالإسكندرونة (المعدلات الطبيعية 1991-2020، والمعدلات القصوى 1975-2010) |
| الشهر                                                                                     | يناير                                                                                     | فبراير                                                                                    | مارس                                                                                      | أبريل                                                                                     | مايو                                                                                      | يونيو                                                                                     | يوليو                                                                                     | أغسطس                                                                                     | سبتمبر                                                                                    | أكتوبر                                                                                    | نوفمبر                                                                                    | ديسمبر                                                                                    | المعدل السنوي                                                                             |
| ----------------------------------------------------------------------------------------- | ----------------------------------------------------------------------------------------- | ----------------------------------------------------------------------------------------- | ----------------------------------------------------------------------------------------- | ----------------------------------------------------------------------------------------- | ----------------------------------------------------------------------------------------- | ----------------------------------------------------------------------------------------- | ----------------------------------------------------------------------------------------- | ----------------------------------------------------------------------------------------- | ----------------------------------------------------------------------------------------- | ----------------------------------------------------------------------------------------- | ----------------------------------------------------------------------------------------- | ----------------------------------------------------------------------------------------- | ----------------------------------------------------------------------------------------- |
| الدرجة القصوى °م (°ف)                                                                     | 25.0 (77.0)                                                                               | 26.4 (79.5)                                                                               | 31.7 (89.1)                                                                               | 39.0 (102.2)                                                                              | 40.0 (104.0)                                                                              | 37.6 (99.7)                                                                               | 37.2 (99.0)                                                                               | 38.8 (101.8)                                                                              | 40.0 (104.0)                                                                              | 37.4 (99.3)                                                                               | 31.2 (88.2)                                                                               | 26.5 (79.7)                                                                               | 40.0 (104.0)                                                                              |
| متوسط درجة الحرارة الكبرى °م (°ف)                                                         | 15.7 (60.3)                                                                               | 16.7 (62.1)                                                                               | 19.5 (67.1)                                                                               | 22.8 (73.0)                                                                               | 26.2 (79.2)                                                                               | 29.2 (84.6)                                                                               | 31.5 (88.7)                                                                               | 32.3 (90.1)                                                                               | 31.1 (88.0)                                                                               | 28.0 (82.4)                                                                               | 22.3 (72.1)                                                                               | 17.4 (63.3)                                                                               | 24.4 (75.9)                                                                               |
| المتوسط اليومي °م (°ف)                                                                    | 12.1 (53.8)                                                                               | 12.9 (55.2)                                                                               | 15.5 (59.9)                                                                               | 18.6 (65.5)                                                                               | 22.3 (72.1)                                                                               | 25.8 (78.4)                                                                               | 28.4 (83.1)                                                                               | 29.2 (84.6)                                                                               | 27.3 (81.1)                                                                               | 23.7 (74.7)                                                                               | 18.1 (64.6)                                                                               | 13.8 (56.8)                                                                               | 20.7 (69.3)                                                                               |
| متوسط درجة الحرارة الصغرى °م (°ف)                                                         | 9.1 (48.4)                                                                                | 9.6 (49.3)                                                                                | 12.0 (53.6)                                                                               | 15.2 (59.4)                                                                               | 19.1 (66.4)                                                                               | 22.9 (73.2)                                                                               | 25.9 (78.6)                                                                               | 26.6 (79.9)                                                                               | 24.1 (75.4)                                                                               | 20.1 (68.2)                                                                               | 14.6 (58.3)                                                                               | 10.8 (51.4)                                                                               | 17.5 (63.5)                                                                               |
| أدنى درجة حرارة °م (°ف)                                                                   | −0.8 (30.6)                                                                               | −0.3 (31.5)                                                                               | 0.4 (32.7)                                                                                | 5.1 (41.2)                                                                                | 11.2 (52.2)                                                                               | 14.8 (58.6)                                                                               | 18.6 (65.5)                                                                               | 18.6 (65.5)                                                                               | 15.4 (59.7)                                                                               | 2.5 (36.5)                                                                                | 2.4 (36.3)                                                                                | 0.8 (33.4)                                                                                | −0.8 (30.6)                                                                               |
| الهطول مم (إنش)                                                                           | 97.4 (3.83)                                                                               | 95.6 (3.76)                                                                               | 84.6 (3.33)                                                                               | 64.7 (2.55)                                                                               | 54.3 (2.14)                                                                               | 30.9 (1.22)                                                                               | 12.8 (0.50)                                                                               | 24.6 (0.97)                                                                               | 51.3 (2.02)                                                                               | 67.4 (2.65)                                                                               | 80.4 (3.17)                                                                               | 97.2 (3.83)                                                                               | 761.2 (29.97)                                                                             |
| متوسط أيام هطول الأمطار (≥ 1 mm)                                                          | 9.1                                                                                       | 8.6                                                                                       | 8.4                                                                                       | 7.0                                                                                       | 4.9                                                                                       | 2.6                                                                                       | 2.1                                                                                       | 2.2                                                                                       | 4.9                                                                                       | 6.0                                                                                       | 6.1                                                                                       | 8.5                                                                                       | 70.4                                                                                      |
| متوسط الرطوبة النسبية (%)                                                                 | 59.1                                                                                      | 59.5                                                                                      | 62.2                                                                                      | 65.7                                                                                      | 67.8                                                                                      | 69.0                                                                                      | 70.5                                                                                      | 69.9                                                                                      | 64.4                                                                                      | 58.9                                                                                      | 54.0                                                                                      | 57.6                                                                                      | 63.2                                                                                      |
| ساعات سطوع الشمس الشهرية                                                                  | 127.8                                                                                     | 145.5                                                                                     | 192.6                                                                                     | 213.2                                                                                     | 271.8                                                                                     | 294.6                                                                                     | 287.4                                                                                     | 270.5                                                                                     | 252.3                                                                                     | 223.7                                                                                     | 167.2                                                                                     | 125.7                                                                                     | 2٬572٫3                                                                                   |
| المصدر #1: NOAA                                                                           |                                                                                           |                                                                                           |                                                                                           |                                                                                           |                                                                                           |                                                                                           |                                                                                           |                                                                                           |                                                                                           |                                                                                           |                                                                                           |                                                                                           |                                                                                           |
| المصدر #2: Devlet Meteoroloji İşleri Genel Müdürlüğü (extremes)                           |                                                                                           |                                                                                           |                                                                                           |                                                                                           |                                                                                           |                                                                                           |                                                                                           |                                                                                           |                                                                                           |                                                                                           |                                                                                           |                                                                                           |                                                                                           |

### الغطاء النباتي
تكون غطاء نباتي طبيعي في الإسكندرونة من ماكى (maki) وغابات، تكون أنواع الماكى نباتات ذو أوراق خشنة وبها ريش على طول 4-5 متر. هؤلاء ينتشوا على نطاق ارتفاعه 800 متر. تتواجد الماكى كثيرا في المناطق المتواجد فيها الريحان، وأشجار الرند، والزعتر، والخزامى.
تتواجد الغابات التي تتكون من أشجار مثل بلوط، والزان، وقرانيا، الحور، والجميز، والمسابح، مع أشجار الإبرة مثل العرعر، في جانب جبال النور التي أمام البحر، بعد نطاق المتواجد فيها الماكى، من 800 متر حتى 1200 متر. يتواجد ساحات واسعة من الغابات التي تتكون من العرعر في مناطق ومناطق أخرى من الصنوبر الأحمر، والصنوبر الأسود، والأرز من أشجار الإبرة، على بعد 1200 متر.

### جيولوجيا
الأراضي الرئيسية للإسكندرونة تتكون من جبال النور، تمتد الإسكندرونة من جبال النور وحتى الخليج. جيولوجيا هذة الأراضي تتكون من مساحات خضراء كــ البريدوتيت، وسربنتينيت، والجابرو.

### الجبال
أهم وأفضل سلسلة جبلية في الإسكندرونة هي جبال النور التي تتكون من رافعات جبال طوروس الجنوبية. هذه الجبال يطلق عليها اسمين أحدهما جبال النور والآخر جوفين. جبال طوروس هي الجبال التي تشكل الجزء الجنوبي من النظام.
جبال عاصي تمتد من الشمال إلى الجنوب وينتهي عند جبل سمان الذي يصب في البحر الأبيض المتوسط. ويوجد جبال كيل التي توجد على حدود سوريا والساحل المقابل لنقطة التي ينتهي عندها. أكبر قسم في السلاسل الجبلية في هاتاي وينفصل بين سهل والبحر الأبيض المتوسط.أعلى قمة في الجبل هيل ميغ التي تقع في محافظة هاتاي حسا. وهي أعلى قمة ويبلغ ارتفاعها إلى 2262 م.

### ثروات باطن الأرض
يتم صناعة مادة الكروم التي تحتوي على مجموع احتياطي يساوى 150 ألف طن موجود في الإسكندرونة. يتجمع بوكسيت الحديد في الإسكندرونة بمجموع احتياطي بنحو 264 طن. يعد الحديد واحد من المعادن الموجوده في مدينة هاتاي. يكون مجموع احتياطي معدن الحديد بنحو 1,604,400 مليون طن في مدن دورتيول، الإسكندرونة، كيريك هان وجبال اليايلا. يعد مجموع الاحتياطي من الحديد في الإسكندرونة بنحو 254 ألف 400 طن. يتمركز الحرير الصخري في محافظة أرسوز. يعد مجموع الاحتياطي للحرير الصخري بنحو 3,523,300 طن. لم يتم معرفة الاحتياطي من الرخام في هاتاي. يكون أنواع الرخام المتواجد في الإسكندرونة، كالسيت أسود اللون ودقيق البياض. يعد مجموع احتياطي المعادن الأخرى في المحافظة بنحو 50 مليون طن في الإسكندرونة وجيولوجيا 100 مليون طن احتياطي اسمنت خام.

## التاريخ

### عصور ماقبل التاريخ
تأسيس المدينة يعود إلى عصور ما قبل التاريخ، يعرف أن نشأة وحدة كادو مرتبط بالحثيين في 2000 قبل الميلاد. الفنيقيين في 1200 قبل الميلاد اسسوا مستعمرة باسم ميرياندروس. حكم الإسكندرونة في القرن السادس من قبل الفرس أما في القرن السابع قبل الميلاد حكمها الحوريين.

### الإسكندر الأكبر

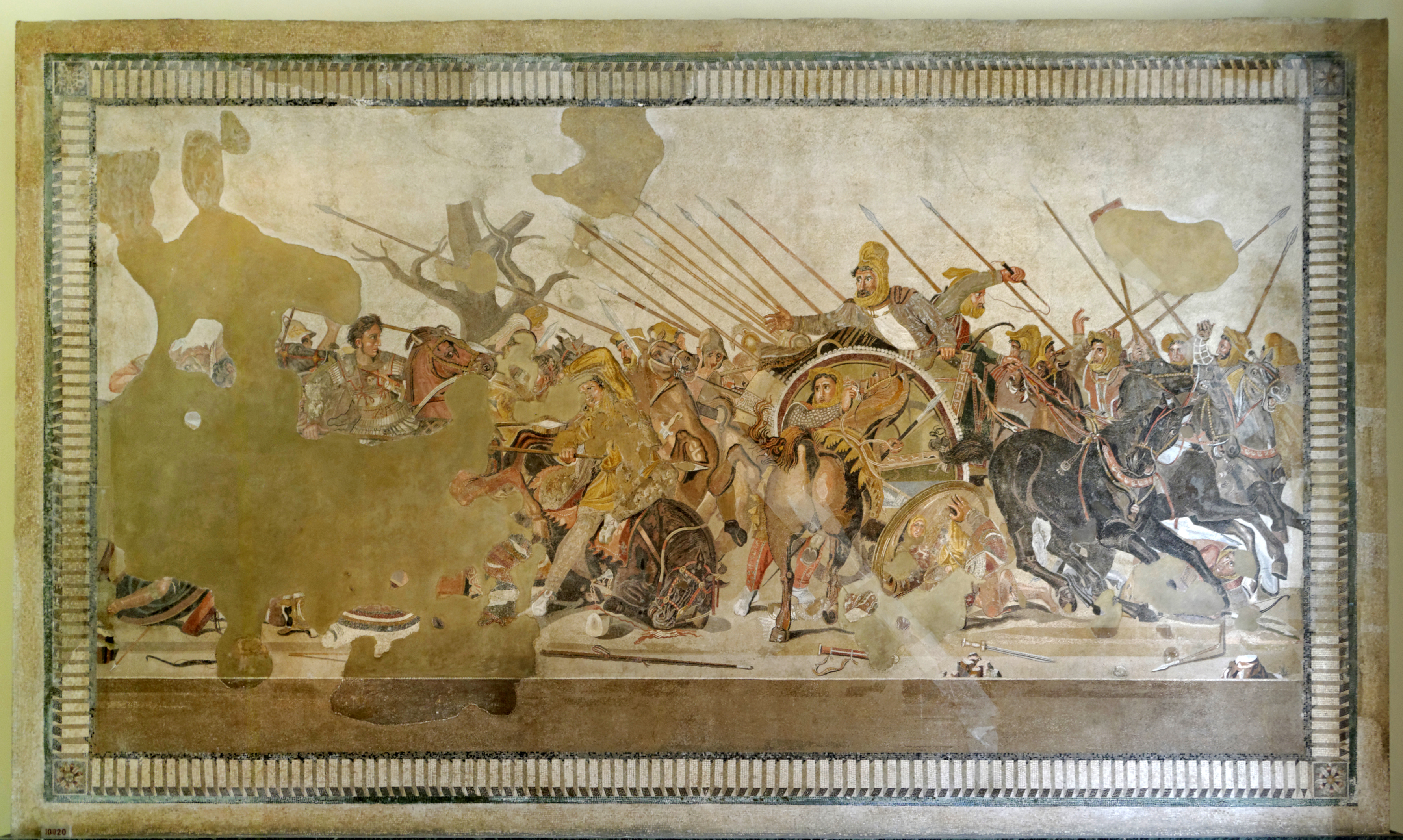
الحرب بين ملك مقدونيا الأسكندر الأكبر وملك الفرس ديوارس الثالث

الإسكندرونة تفقد هيمنة الفرس في المنطقة التي بناها الإسكندر الأكبر عام 333 ق.م تخليدًا لانتصاره على الفرس في وادى ازوس التي كان يقودها داريوس الثالث. أطلق على هذه المدنية اسم Alexandretta المشتق من اسم الإسكندرية الصغرى بهدف التفرقة بينها وبين المناطق الأخرى إلى اخذت الأسم نفسه.

### الإمبراطورية الرومانية وما بعدها
تم تخريب قلعة الإيرانيين التي تم احتلالها بعد بدأ سيطرة روما واظهارها كمدينة Alexandreia Scabiasa (الإسكندرية الجديدة) مشيعين انتشار ميكروب الجزام في هذه المنطقة في مدينة بيوتنجر (Peutinger) التي تم انشائها حديثا. تم تسميتها أيضا ب الإسكندرية الصغيرة اعتبارا من القرن الرابع بهدف إعاده هيكلتها. من المحتمل ان يكون الخليفة العباسي هو من اعاد إنشاء قلعتها. وقعت المدينة التي ذكر اسمها في المصادر الإسلامية بالإسكندرية - الإسكندرونة، في يد الايوبيين بعد ان وقعت في يد دولة)Büyük Selçuklu Devleti سوتشلوك الكبيرة)التي تغير حكامها عده مرت اثناء الصراع الاسلامى مع شرق روما. سيطر عليها تنجرا اثناء الغزو الصليبى. ارتبطت الإسكندرونة وسكانها في القرن الرابع والخامس عشرة بإماره حلب[وصلة مكسورة] التابعة للماليك وإمارة انتقيا احيانا بعد ان قضى ت دولة الماليك الموجوده في مصر على امارة انتقيا.

### الفترة العثمانية

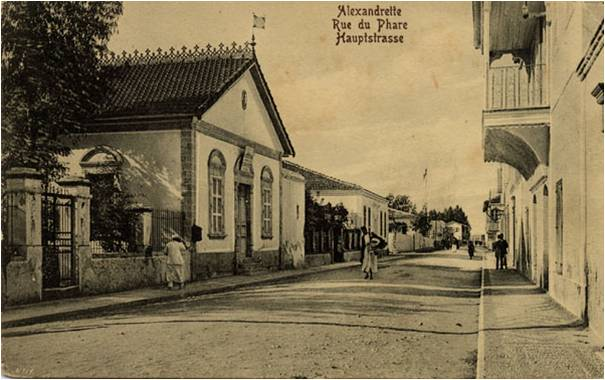
شارع بالأسمكندرون في العصر العثمانى

الإسكندرونة التي عاشت حياة ساكنة تحت حكم العثمانيين شاهدت صراعات دامية في سهل أورش بين الصدر الأعظم مراد وبين جلى جبنول أوغلو: أما في أوائل القرن السابع عشر نواس باشا وإلى حلب __. ظلت الإسكندرونة محتفظة بمميزاتها التجارية والأستراتيجية اثناء فترة الأمبراطورية العثمانية وخاصة احتلت مكانة مهمة في الصادرات والورادات بالشرق الأوسط. الإسكندرونة ترأست ميناء مهم في التجارة بالشرق الأوسط. هذا الميناء احتل مكان هام عند الدول الأوربية وخاصة منذ القرن التاسع عشر. وكانت عنصر منافس في استقرار ب الشرق الأوسط. كان إبراهيم باشا ابن محمد على باشا الجيش المصري في عام 1832. تولى محمد على باشا ولاية مصر في فترة قصيرة اثناء حكمه للإسكندرونة وتعرض للهزيمة الساحقة أمام الجيش العثمانى الذي يرأسه حسين اغا. على الرغم من إصدار فرمان النتظيمات عام 1839 إلا ان الإسكندرونة قد سارت بنظام ادارى وارتبطت بالدولة العثمانية (أضنا وباياس وبلين). تسبب زالزل 1872 في خسائر فادحة في الإسكندرونة .

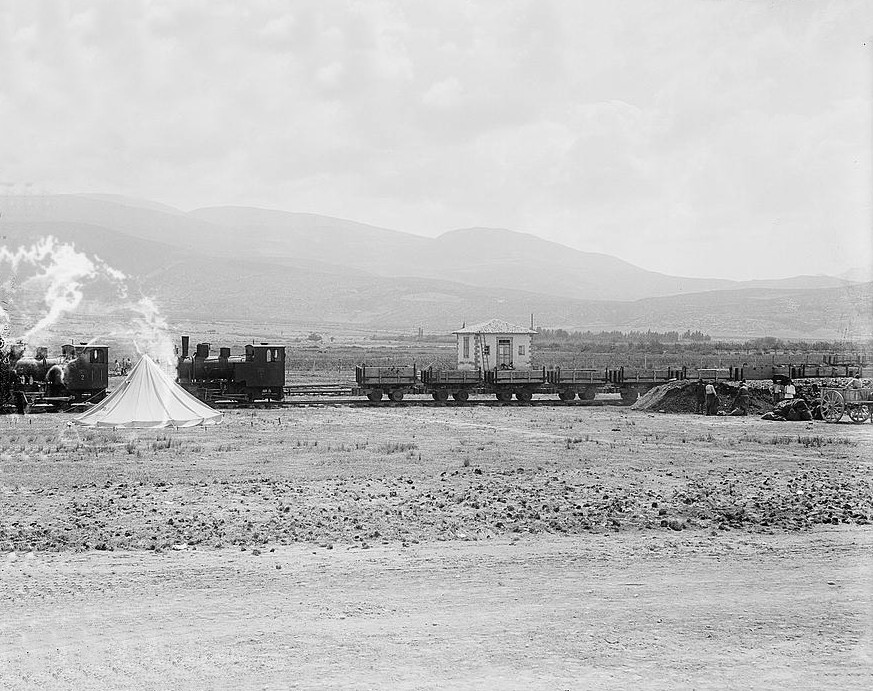
افتتح في 1 نوفمبر 1913 في بغداد اثنين من القاطرات تسحب سيارات الشحن في الإسكندرونة-عثمان أباد خط للسكك الحديدية.

تقدم مسعود باى في 1881 لمنصب وزير المالية ببرنامج عمران مفصل لبناء الإسكندرونة. وهذا التقرير يضمن أنشاء سكة حديدية في الإسكندرونة وبناء طرق متسفلت بالحصى. ظهر في القرن التاسع عشر أول قرية تسمى جنكيز وهي تقع في الإسكندرونة، تتمتع بالبترول في الأراضى العثمانية. وفي عام 1912 فتح خط سكة الحديدية بين توبراك _إسكندرونة كخط فرعى لسكة الحديدية بغداد. وفي هذه الفترة كانت الإسكندرونة مدنية تتشكل من 3 أحياء وبلدة و24 قرية.

### بلدة هاتاى – إسكندرونة تحت الانتداب الفرنسى

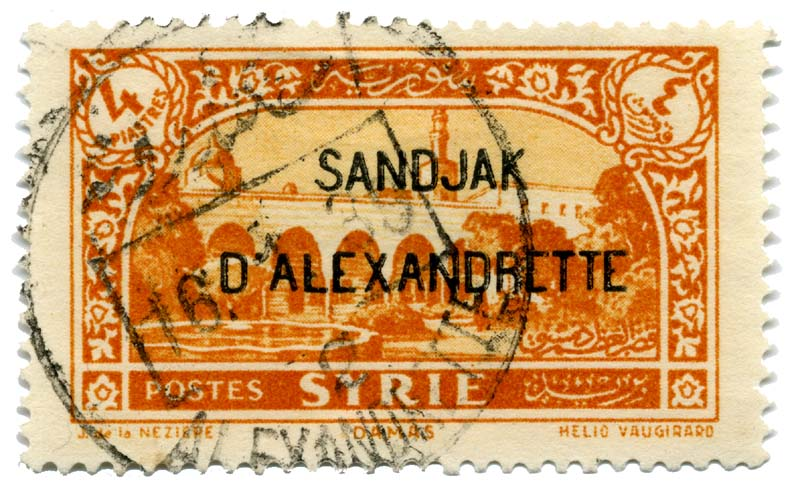
سنجق مطبوعة طابع بريدي من قبل مصنع الإلكتروني في البوستة السورية من قبل فرنسا

بدأ الانتداب الفرنسى[وصلة مكسورة] المتواجد في سوريا التي قبلت الحكومة التركية تواجده في معاهدة أنقرة، عام 1919 بقرار من الجمعية الوطنية. ترجع كلمة ماندت (mandat) إلى اللغة الفرنسية وهي الانتداب، فهذا الانتداب يعرف بوظيفة الوصية التي يتولاها الدول والبلاد التي أعطتها الجمعية الوطنية لبعض الدول الكبيرة. خططت الجمعية الوطنية أنواع الانتداب (أ / ب / ت). حيث تعد الأراضي العربية التي انفصلت عن الامبراطورية العثمانية داخل المجموعة (أ) من الانتداب. كانت الوظيفة التي على الدولة المنتدبة هي تأهيل الشعب الذي ليس لديه وعي سياسي كافٍ للاستقلالية. تم التعبير عن السكان الفرنسيين في سوريا التي تضم الإسكندرونة بهذا الشكل.
أُسس الحكم على يد الانتداب الفرنسى[وصلة مكسورة] الذي بدأ في عام 1920 على يد ضباط فرنسيين ذوي مكانة عالية. أصبحت الإسكندرونة تابعة لحكومة حلب في الفترة التي تم فيها معاهدة أنقرة. اتخذ الاتحاد السوري مكانا داخل دولة حلب عندما تم تأسيس هذه الاتحاد عام 1922. تم إدارة سلطة النظام في هذه البلدة من طرف روساء البلدة، عينت الهيئة العليا للضباط في هذه النظام مبعوث فرنسي صاحب كلمة (لدية سلطة). كان يقوم هذا المبعوث بدوره كممثل للدولة المنتدبة بالتفتيش على نظام رئاسة البلدة. كان لرئاسة بلدة الإسكندرونة التي انتقلت إلى دولة حلب، سلطات مثل تعيين رؤساء مختصصين بالحوادث ورؤساء للقضاء، وضع القانون وتطبيق النظم الداخلية، جمع الضرائب وإدارة ميزانية البلدة.
ابتعدت فرنسا بشكل مستمر عن تنفيذ الأحكام التي كانت في معاهدة انقرة بالرغم من هذا الحكم المستقل الذي في مظهره الخارجي. لم تكن حكم البلدة تستطيع أن تستخدم سلطتها بسسب أنه لابد أخذ موافقة المبعوث الفرنسي. كان يتم تعيين رؤساء البلدة من بين العرب بشكل مستمر من الجانب الفرنسي، فكان يتم تعيين المسيحين في المناصب العالية الأخرى. حاولت كتيبة أرمان التي تحركت من جنوب الأناضول إلى الإسكندرونة عقب معاهدة انقرو، التصدي لجميع المسلمين من الشعب في هذه البلدة في جميع المجالات وخاصة الأتراك السنيين (sunni). كان اختيار مبعوثون بلدة الإسكندرونة الذين أخذوا مكانا في المجلس الوطني السوري، على الأسس الدينية تطبيقا لمبادئهم، واحدًا من التطبيقات التي باشرتها الهيئة الفرنسية العليا للضباط من أجل قمع فاعليات الوطنية من الشعب الذي أصلة تركي. بهذه السبب كان لم تتواجد إمكانية تعيين أحد من الشعب ممثلا في المجلس طبقا للقواعد العنصرية. استمر هذا الموقف في موضوع التعليم أيضا، فكانت المدارس الجديدة التابعة للمسيحيين تفتح كل يوم، أما المعلمين الأتراك فكانوا لم يرسلوا حتى إلى المدارس التركية.
أما التطبيقات الأكثر لفتًا للنظر والتي فرقت بين الشعب بشكل واضح، كانت في الاستثمار الاقتصادي والمجال الصحي. لم يتم أي نوع من أنواع الاستثمار في عهد الانتداب في أماكن سهل الاميق وبحيرة الأمين التي يعيش فيها سكان أتراك على الرغم من بعض المشاريع مثل إصلاحات طرق سكة حديد في (تبراك كالاى)، أعمال توليد الكهرباء التي في الإسكندرونة، انتقيا وكيريكان، تكملة بناء ميناء الإسكندرونة. أما عن المجال الصحي أثناء أخذ احتياطات مختلفة ضد مرض الملاريا[وصلة مكسورة] التي انتشرت بشكل كبير في داخل حدود البلدة، تم ترك منطقة سهل أميك بدون هذه التدابير.
أصبح هذا التفرق الذي يطبق من أجل منع إراده الشعب حول منطقة الإسكندرونة التي تتواجد في تركيا، مصدر رئيسي للإزعاج السياسي في المنطقة.

### أعمال التنظيم في فترة ماندا
استخدمت فرنسا سياسة الاضطهاد واستخدمت أحيانا الأقلية المسيحية والمسلمين العرب ضد الأتراك، فأدّت هذه السياسة إلى نتائج سلبية في فترة قصيرة لا يحاسب عليها المندبين (التابعين للدول المنتدبة).انتشرت الأجواء بالقلق بشكل مستمر داخل حدود البلدة: أحدثت معارك الداخلية ضربات موجهة إلى فرنسا أيضا في بعض الأوقات. وجد المفوض السامي الفرنسي أن هذه الأعمال تتوافق مع مصالحه في المستقيل وسياسته على الصعيد الآخر ووفقا لهذا اقترحت فكرة تأسيس منظمة التي تستضيف في بناءها شباب كالترك، والعرب، والروم، والأرمنيين تحت اسم سلامة البلدة وبدأت استخدام فكرة منظمة الاندماج الوطني كأداة سياسية وعلاوة على ذلك أغلق الفرنسيون المنظمة بدون السماح لهم بإظهار تطويرات جديدة داخل المنظمة.
تابع غلق منظمة (سلامة البلدة) وتأسيس جمعية (وطن انطاكيا-الإسكندرونة) بفضل الرواد الأتراك الذين في بلدة إسكندرونة. تم اختيار أضنة كمقر للمنظمة بهدف الحماية من الهجمات المحتملة وتجنب تعريض عمالها للتدهور. تولى منصب الوزار تايفور وعمل على نشر جريدة ألتين أروز لتقوية العلاقة بين المنظمة وتركيا. وبعد فترة قصيرة من الزمن تـأسس حزب انطاكية باسم وتعاون مع منظمة أنطاكية_أسكندرونة. رأى ممثلي المنظمة انطاكية أنه لا حل سوى الاتحاد مع تركيا. وذهب ممثلي المنظمة يطالبون من جميعة الأمم بضم الأسكندرونة إلى تركيا ووضحوا بأن الاضطرابات الموجودة ستُحل بشكل أو بآخر.

### تجربة إنشاء حكومة في الإسكندرونة
أعلن المفوض العالي الفرنسي دي جونال عن تأسيس حكومة الإسكندرونة المركزية داخل حدود بلدة الإسكندرونة وسوف تكون هذه الحكومة مرتبطة للمفوضية العليا في مدينة بيروت مباشرة، مُصدرا منشورا عام 1926، وذلك إثر تضخم القلق تدريجيا في هذه المنطقة بعد بدء الدعوة التي قام بها رؤساء الجمعية العامة لمدينة انقيا – الإسكندرونة، في وجود ردا من الجمعية الوطنية. سوف يصبح لهذه الحكومة دستور، مجلس شعب ورئيس حكومة منتخب. بجانب ذلك فإن عدد أعضاء مجلس الشعب الذين تم إرسالهم إلى مجلس الشعب السوري في الشام، من ستة إلى تسعة أعضاء.
حدث هذا الاقتراح بعد فترة قصيرة وأصبح جزءا من سياسة التهدئة التي تقوم بها فرنسا من فترة: تم عمل الانتخابات. تكون معظم أعضاء المجلس من العرب وتم إعداد الدستور، تم الإعلان أن حكومة الإسكندرونة المستقلة تحت الانتداب الفرنسي. تم تعيين دوركس ((H. Durieux المبعوث الفرنسي في الإسكندرونة رئيسا للحكومة. لكن حدث ردا فعل كبير في الشام على الرغم من هذا التطور. بسبب ذلك تغير اسم الجمهورية التي تم إعلان تأسيسها بعد يومين وأصبح اسمها الحكومة السورية الجنوبية. أخذ الأغلبية العظمى من أعضاء مجلس الشعب بعد أربع أيام قرارا بالارتباط بحكومة الشام[وصلة مكسورة].

### وضع اسم هاتاى
تبنى أتاتورك القضية بعد أن وصلت مشاكل بلدة الإسكندرونة إلى نقطة حساسة، فبدأ عمل مقابلات مع رؤساء الجمعية العامة لمدينة أنطاكيا – الإسكندرونة. بفرمان من أتاتورك في واحد من المقابلات تغير اسم منطقة أنطاكيا-الإسكندرونة إلى اسم هاتاي. أراد أتاتورك أيضا تغيير اسم المنظمة في المحادثة التي قام بها مع تايفور سوكمان رئيس الجمعية، فأوضح أنه سوف يتم ذكر الجمعية العامة بجمعية هاتاي السيادية.أعلن أتاتورك أن مقر الجمعية في إسطنبول وعن صعوبة التركز في مدينة دورتيول بسبب وجودها على الطرق المؤدي إلى هاتاي، فأراد فتح فرع للجمعية في مدينة هاسا، وكيليس، ومرسين. تم تعيين شكري كايا وزيرا للداخلية في جمعية هاتاي السيادية وشكري سوكمان سور مدير عام للأمن القومي في الأمانة العامة وذلك بفرمان من أتاتورك. تولى عبد الرحمن شكري رئاسة الجمعية في شعبة دورتيول وبعد ذلك جاء طيفور في هذه المنصب.

### مقاطعة الانتخابات في هاتاي
حينما استمرت حكومة أنقرة في معارضتها لفرنسا وسوريا قامت الحكومة الفرنسية بعمل انتخابات عامة في يومي 14 و15 نوفمبر 1936. ولكن الجميعة السيادية في هاتاي احتجت على إجراء الانتخابات التي ستجري تحت السيادة السورية. بدأت النوادي الرياضية والمنازل في هاتاي تعمل وتركز على مقاطعة الانتخابات العامة.وبالفعل حققت مطلبها بعد فترة قصيرة وانخفض معدل الانتخابي في الإسكندرونة. بعد ذلك عمت الفوضى في البلاد. وبدأت الحكومة التركية السورية بمحاربة الفرنسيين الموجودين في سوريا واضطهدت الموظفين الذين يعملون في السفارة التركية السورية أما المفوض السامي الفرنسي عمل على تعليق الجريدة التركية (yeni gun) ينه جون وزاد قمعه للأتراك وبدأ باعتقال الكثير منهم.

### أسباب اقتراب فرنسا للمصالحة

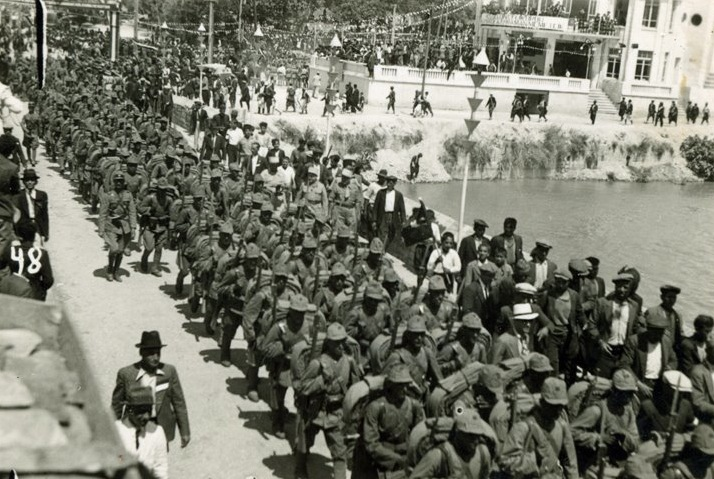
دخول القوات التركية تحت قيادة شكري الدواجن إلى الأسكندرون 5 يوليو 1938

كانت قضية هاتاي هي أهم قضية في جدول الأعمال للخطط الدولية بعد بدء المباحثات بين تركيا وفرنسا وكان ذلك بمثابة تهديد على أوروبا وخاصة هتلر وألمانيا. كان هذا يهدد الاشتراكية الوطنية وتوحيد الدول الأوربية مرة أخرى. أما تركيا في الشرق الأوسط والبلقان اهتمت بالدفاع عن هذة المنطقة. أما سواء فرنسا أو سواء إنجلترا التي انضمنت إلى المباحثات، عملت على تحسين العلاقات بين فرنسا وتركيا.
قدرت الحكومة التركية هذه التطويرات الخارجية وأجبرت فرنسا على تقديم لبعض التنازلات. وفي الواقع أصبح من حقها مراقبة إسطنبول ومضيق الدردنيل بموجب اتفاقية مونترو. كما أصبح لها تأثير فعال في دول الشرق الأوسط الإسلامي. وأخذت تسير في طريقها للاستقلال ولاسيما أن تركيا أصبحت تقوم بالدفاع عن جنوب أوروبا.
تحققت الظروف المتغيرة طبقا على ما تم الإتفاق عليه في المباحثات بين تركيا وفرنسا في عام 1937.

### دولة هاتاى

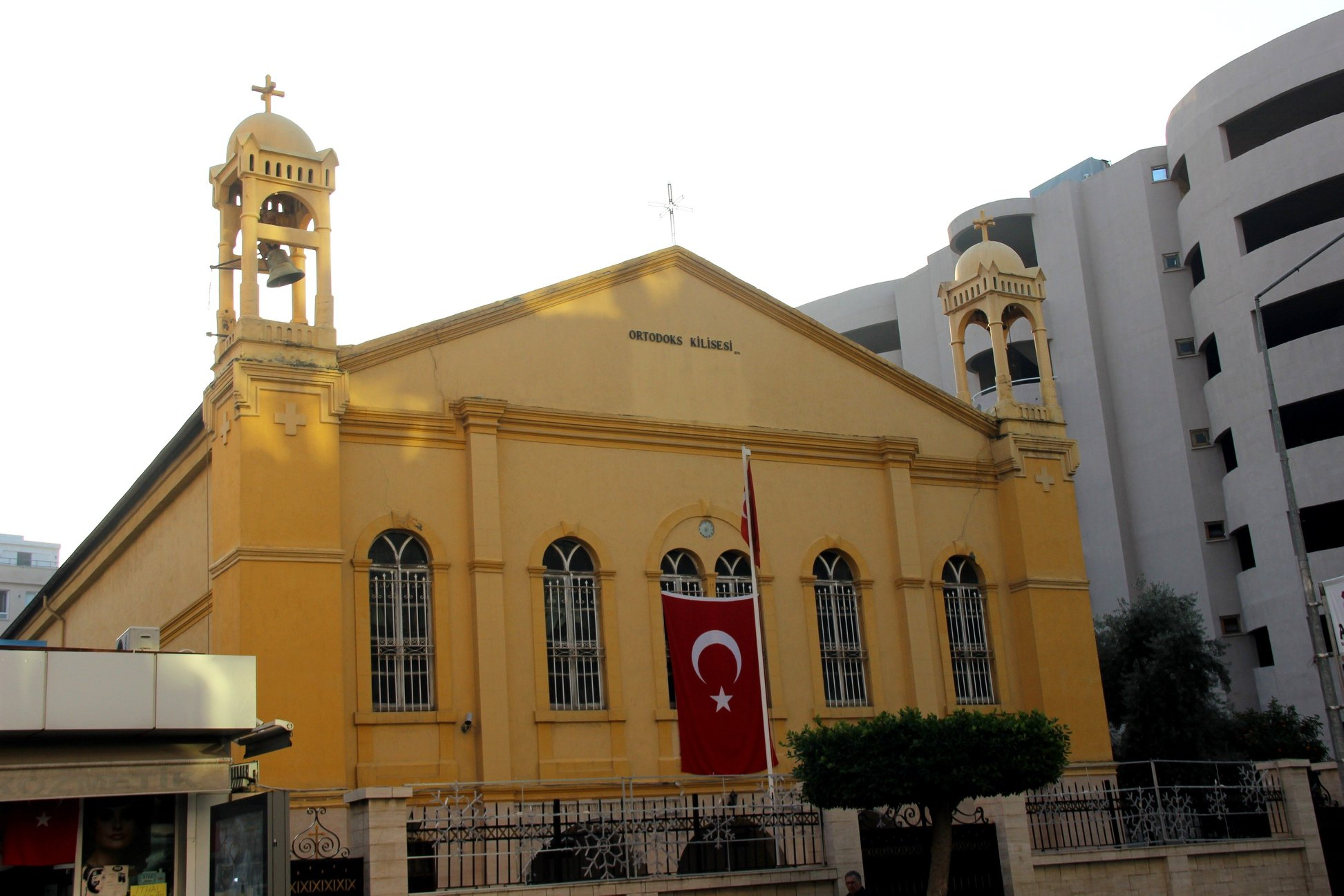
كنيسة القديس نيقولا الأرثوذكسيّة الأنطاكيَّة في مدينة الإسكندرونة

بدأ مجلس شعب هاتاي أعمال التشريع في نفس اليوم الذي تم إنشاء دولة هاتاي المستقلة بفضل تدخل الحكومة التركية حول الأعمال التي تم فعلها من أجل اعتراف فرنسا بالاستقلالية السورية. بعد عام أصبحت الإسكندرونة داخل الحدود التركية بعد دخول الجيش التركي مدينة هاتاي يوم 5 أغسطس عام 1938 عندما تم أخذ قرارا في المجلس بانضمام مدينة هاتاي إلى تركيا.

## الاقتصاد
كونت الصناعة أساسيات اقتصاد المدينة. بجانب ذلك فساهمت السياحة والزراعة التي ليس لديها بنية تحتية، في الاقتصاد على الرغم أنها ليست بقدر الصناعة.
الصناعة
يوجد إنشائات عديدة للمصانع والصناعة في الإسكندرونة. علاوة على ذلك وفرت المنطقة الصناعية المنظمة جميع الخدمات. بدأت أعمال إنشاءات المنطقة الصناعية المنظمة الثانية بجانب المنطقة الصناعية المنظمة.
التجارة

### ميناء الإسكندرونة
هي نقطة إستراتيجية مهمة في شمال شرق البحر الأبيض المتوسط. ويخدم جنوب الأناضول وجنوب شرق الأناضول وإلى جانب هذا يخدم الشرق الأوسط. وعلى الصعيد الآخر هي ميناء يتميز بخاصة التنقل وعمق مدخل الميناء يصل إلى 12 متر. وهو أيضا بمثابة بناء محمي من الرياح الشمالية والجنوبية. وتحمل رافعة عائمة بسعة 90 طن، وقارب للإرشاد، و4 من جرارات، و2 من المرابط وقارب تقديم الخدمات. هو صاحب صومعة الخرسانة التابعة لمكتب التربة للمحصولات بسعة 60000 طن. وسرعة تحميل في الميناء تستغرق 350 طن في الساعة وأما سرعة التفريغ تصل إلى 250 طن في الساعة.

### الزراعة والإنتاج الحيواني
تحتل الإسكندرونة المركز الأول في زراعة البرتقال، والزيتون وتزرع الخضروات المتنوعة كالعنب، والقطن، والفول السوداني، والحمص، والعدس، والشوفان، والشعير (القمح)....الخ. إلى جانب الحمضيات مثل الليمون، واليوسفي وترعى الحيوانات المختلفة في المرتفعات.

### مديرية الحجر الصحي الزراعي
الإسكندرونة هي مقر المديرية تأسست في عام 1957. وهي تمتد من محافظة هاتاي ريحانلى إلى محافظة شارنيق سيلوبى وهي تشتمل على 15 حجر صحي بما فيهم إنطاكية، وأوردو، وريحانلي، وغازي عنتاب، وكيليس، وشانلي أورفه، وأقجة قلعة، بلدة فيرانشهر وماردين ونصيبين، وكزيلتيب، وسيزر وسيلوبي.
تتمركز مهام المديرية في رقابة الإنتاج الزراعي التي تظهر خارج البلد والمنتجات التي تتدخل البلد أيضا وتوفير الحماية اللازمة من الأمراض والأضرار المتحمل أن تلحق بها في شكل يتلاءم مع قوانين الحجر الصحي الزراعي.

### محطة الإنتاج البستانية
هي مؤسسة دولية بدأت تمارس عملها في 1948 بالإسكندرونة. هدفها الرئيسي هو تطوير الزراعة في منطقة كوكوروفا التي تشمل محافظات مرسين وأضنة وهاتاي وفقا لهذا كانت توفر فدانيين ملقحين، تتراوح عددها من 20_25 ألف فدان كل عام وذلك للراغبين في إنشاء حديقة تبلغ مساحتها 300 متر مربع. كانت تنتج في هذا المجال مايقرب من 168 فدان.

## الثقافة

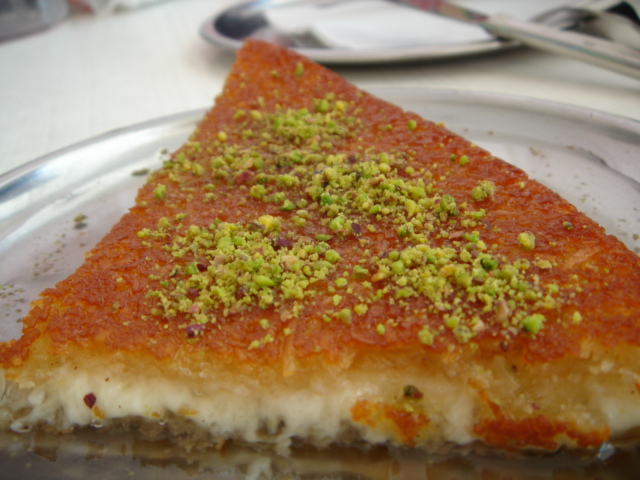
الكنافة اصلها هو فلسطيني من نابلس. وهي أهم نوع من الحلويات في الأسكندرونة.

ازدادت مهنة الخياطة أماكن الأعمال مثل بيت الملابس عام 1970. من الملابس التقيلدية للمرأة التي في الفترات القديمة اللباس القصير، والعباءة بها شرائط مجعدة من الوسط مصنوعة من الصوف الزرق أو قماش قطني، ورباط على منطقة الوسط والصدر، وشراب رقيق من الصوف، وخمار، وصندل، وشال أبيض من أجل الرأس وعقال. كان الحلى منشر أيضا في هذه الفترة مثل أيامنا هذه. كانت مجموعة الذهب التي يطلق عليها حلق ذهب، وأسْورة، وخاتم والضفيرة، وأشياء زينة تستخدم كثيرا. من الملابس التقليدية للرجال في الفترات القديمة السروال الذي كان يصنع حتى الكعب، ورباط عريق على منطقة الوسط وقميس، وصدرية يطلق عليها عباءه، وقبعة منصوعة من اليد يطلق عليها طاقية من أجل الرأس، وشراب صوف، وعباءة
انعكست تنوع المحاصيل الزراعية التي تم زراعتها في الإسكندرونة، على المطابخ. اعتمدت التغذية بشكل كبير على القمح ومحاصيل القمح. كان استهلاك زيادة من الخضار والفواكه المنتشرة محاصيلها. في الغالب ينشف الخضار مثل الباذنجان، والفلفل، والكوسا، والبامية، في هذه المنطقة ويتخزن حتى فصل الشتاء. كان الرمان الازع، والفلفل، والطماطم ولفت مخلل أكثر استخداما. كانت حلويات الترونش، ومربّى شاويز والكوسة مشهورة. يتم عمل كيكة يطلق عليها اسم كومبا في شهر رمضان في الغالب. تسوية العيش ذو فلفل في عادات القرى مشهورة جدا. تستخدم سلطة الجبنة التي يطلق عليها اسم شورك في الفطور دائما. من أكثر اللحوم التي ترجح في هذه النطقة شيخ الكفتة. اشيلى كفتة وبلان تواسيه. من الأكلات التي امتازت بها هذه القرية برونية الكوسا التي تعمل من الكوسا الشتوية. وأيضا برونية البقلاوة يطلق على أكلة باللحمة تعمل من الزبادي المملح والبقلاوة المملحة. يرجع اسم زيلك على الأكلات التي يتم إعدادها بالزبادي، الفلفل أو زيت الزيتون الذي يتم استخلاصه من نبات البازى.
تعد حفلات الزواج في هذه المنطقة بشكل متطور جدا. في العادة يقام ليلة الحنة قبل مراسم الزفاف بيوم. يأتي في هذه الليلة النساء فقط. أولا يتم تحنية أصدقاء العروسة، بعد ذلك أمها وبعدها العروسة. تجلس العروسة ويرقصن سبع بنات ويقلبن الحنة. يتجمعن حول العروسة ويضعن في كف يديها أموال وحنة. بعدها بيوم يقام الزفاف.

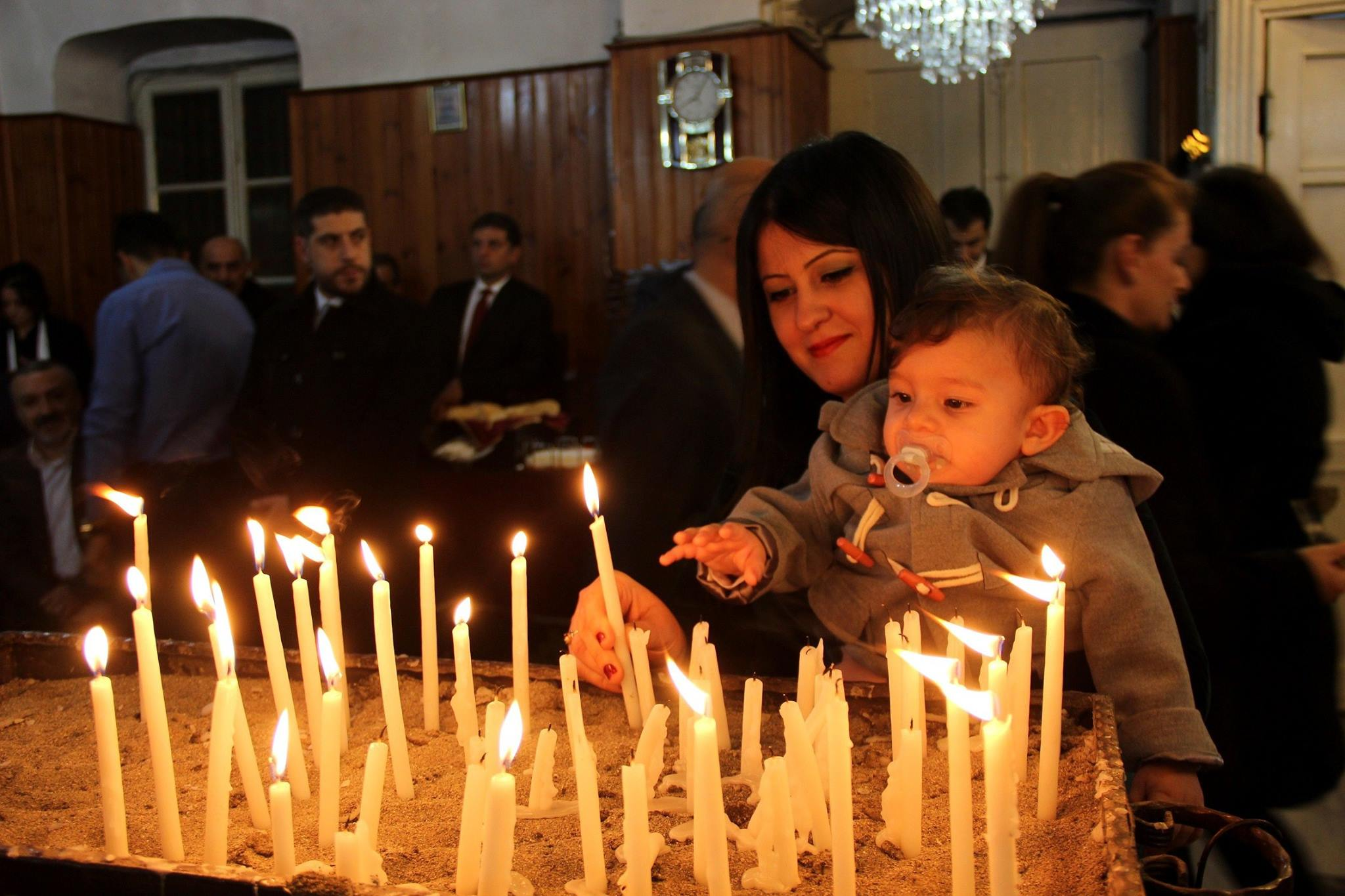
احتفالات عيد الميلاد بكنيسة القديس نيقولا الأرثوذكسيّة في الإسكندرونة.

يعيش في الإسكندرونة مجتمعات مسيحية أرثوذكسية ورومانية كاثوليكية؛ أكبرها الروم الأنطاكيين والذي ينتمي أغلبهم إلى بطريركية أنطاكية وسائر المشرق للروم الأرثوذكس وكانوا جزءًا من المجتمع السوري حتى معاهدة لوزان عندما اقتُطع لواء اسكندرون السوري ذو الغالبية العربية وضمّ إلى تركيا عام 1939. ويتحدثون باللغة العربيّة والتركيّة. هناك اختلافات طبقية متميزة بين الروم الأنطاكيين من سكان الإسكندرونة والمدن الأخرى والروم الأنطاكيين من سكان الريف، حيث يميل الروم الأنطاكيين من سكان المدن إلى الانتماء إلى الطبقة البرجوازية بالمقارنة مع الروم الأنطاكيين من سكان الريف.
الإسكندرونة في الثقافة الشعبية
- تم تصوير حلقة من فيلم Indiana Jones (المغامرة الاخيرة) في الإسكندرونة.[27] تصوير فيلم الإسكندرونة تم في مدينة جندرا في اسبانيا واستمر التصوير ثلاث اسابيع.[28]
- تحقق المشهد اختطاف بورداى غنى فريق اندرومادا الجروب المكسيكى للأغاني عالية الصوت الذي يظهر فاعلياته عام 1999 غلى الساحة، أغنية تسمى الإسكندرونة في المرة الثامنة في البوم اتم سيمرا الثالث.
- تم تصوير مسلسل عاصي في مدينة هاتاي.

تم تصوير حلقات مسلسل «الملعب الكبير» الذي أخذ اسم مزرعة الهانم، الذي يعد واحد من أعلى تكاليف انتاجية حتى هذه الأيام في التلفاز التركي بقيمة 1، 8 ملايين ليرة تركي، والذي يعكس مدينة ادنا لعام 1950، في المدرسة مدحت باشا الابتدائية في الإسكندرونة والتي صاحبة تأسيس تاريخي فرنسي. علاوة على ذلك فتم تصوير بعض المشاهد في المستشفى الحكومي في الإسكندرونة.
- يعرض في الإسكندرونة حلقات مباشرة أسبوعية تسمى نحن على الطعام.

## السياحة

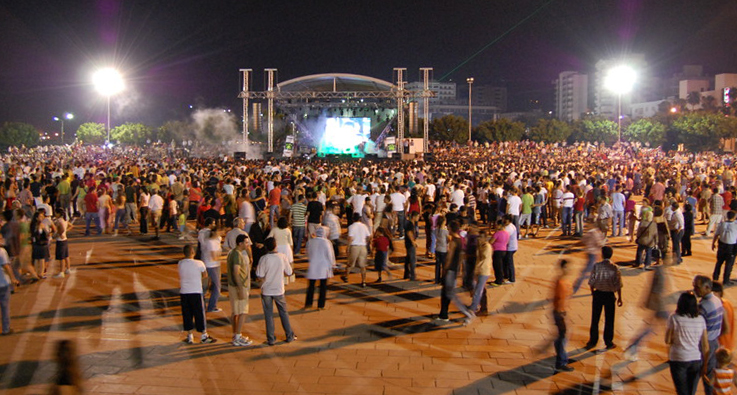
تحرير

الأسكندرونة هي شريط ساحلي خلاب بين جبال النور والبحر الأبيض المتوسط. وهي واحدة من المدن المهمة جدًا سياحيا حيث أنها غنية بمظاهرها الخلابة ولديها ثراء تاريخي وثقافي أيضا.
أقدم مكان في هذه المنطقة هي مدنية منياء ميرنادوس التي تأسست على يد الفنقيين 1500 قبل الميلاد. هذه المطنقة لها مكانة خاصة وهامة حتى الآن. لكن معظم مبانيها الأثرية قد دمرت تماما في زالزل 1822. أسس مللك الأسكندر الأكبر مدنية اسكندرية في منطقة الإسكندرونة أثناء الحرب بين ملك مقدونيا الإسكندر الأكبر وملك الفرس داريوس الثالث في 333 قبل الميلاد. وحكم هذه المدنية دول مثل روما، والساسانيين، والعرب، والبيزنطيين، والسلاجقة، والخليج، والمماليك، والعثمانيين.
أروز هي أهم بلدة سياحية في المنطقة. تم تأسيسها على شبه جزيرة تمتد حتى البحر المتوسط. طبقا للروايات الأسطورية فإن سيليس بياتور الأول مؤسس مدينة انتيك انوش أتى إلى بلده اروز عام 300 ق م وذهب أيضا استراتونجا بنت ديماتروس هناك. ظهرت في هذه الأيام بقايا بعض أبنية بلدة ناكروبيل، وموزاقيك، وانتيك التي تقع في منطقة روسوس التي تعرف باسم بوت بونال في العصور الوسطى.يرجع ميناء سوتلوا الذي يقع جنوب سوسوس على بعد 30 كيلو متر، إلى بقايا ميناء في العصور الهلنستية. تم بناء كنيسة في بلدة رسوس عام 1779 تعرف باسم ماريو هانا.
هناك يقام احتفال ديني يوم 14 أغسطس. وفي اليوم التالي ينظم المسيحيون مهرجان العذراء مريم.
ومن الآثار التاريخية في الإسكندرونة قلعة الشالات وقلعة بكرس وعمود الدولفين ومسجد محمد باشا وقلعة باياس وبرج الجنية والوجر والحمام وكنيسة منجينق وكاتدرائية البشارة الكاثوليكية.
الأماكن الأثرية في إسكندرونة سوغكلوك، وجول جيهان، وقرية ديليكيرى، ونيرجسليك، وسهول أنتيك، وسراماز.
مهرجانات
مهرجانات مدينة الإسكندرونة للسياحة والثقافة الدولية 5-9 أغسطس
هي مجموعة من التفاعلات يتم تنظيمها كل عام، احتفالا بدخول العساكر الأتراك إلى الإسكندرونة، تقوم لجنة الاتفالات في بلدة الإسكندرونة بنتظيم هذه التفاعلات.

## التعليم
ووفقا لأحصائيات الربع الأول من عام 2011 في الإسكندرونة فيتواجد 7 من رياض أطفال و94 مدرسة ابتدائية و26 مدرسة ثانوية، و20 فصلا دراسيا، و11 مراكز لإعادة التأهيل، و10 لتعليم قيادة السيارات السيارة الدورات، 7 من مختلف الدورات التدريبية، 4 مدارس خاصة، 2 دراسات المركز، مدرسة المعلم البيت مساء الآداب التوجيه ومركز الأبحاث، مركز تعليم الكبار.

### جامعة مصطفى كمال
تم نقل جميع الكليات واحدة تلو الأخرى من الإسكندرونة التي تقع فيها مركز جامعة مصطفى كمال منذ سنوات، بحجة ان لا يمكن وجود جامعة في بلدة. في هذه الايام تواجدت مدينة الإسكندرونة الجامعية التابعة لجامعة مصطفى كمال، في مكان المطار الذي يقع على بعد 3 كيلو متر تقريبا من مركز المدينة. تواجدت كلية الهندسة في المدينة الجامعية. في خارج المدينة الجامعية تواجدت المعهد الإسكندرونة العالى للاعمال، والمعهد الموسيقى، ومعهد الطيران المدنى، المعهد العالى للسياحة والفنادق، وكلية الموارد المائية، تحت سقف جامعة مصطفى كمال في المدينة وقامت هذه المعاهد التعليمية بمهامها.

## المواصلات
يعد مطار هاتاي اقرب مطار للبلدة على بعد 30و تم انشاءه عام 2007. يوجد رحلات طيران من إسطنبول، وأنقرة، والجمهورية التركية لجنوب قبرص إلى ألمانيا. علاوة على ذلك يمكن استخدام مطار اضانا – شاكير باشا الذي على بعد 150 كيلو متر من اجل الوصول إلى المدن الأخرى خارج البلاد، وإسطنبول، وانقرا. لم يستخدم مطار الإسكندرونة الذي كان يكثر فيه رحكات الطيران في الماضى. في هذا المكان يوجد مدينة الإسكندرونة الجامعية التابعة لجامعة مصطفى كمال.يرتبط طريق TEM السريع الإسكندرونة – ادنا – مارين بطريق اسكندرنة الرئيسى. امال الطريق الدولى ادنا-الإسكندرونة-هاتاى يرتبط بالطريق الدولى الثانى. يصل هذا الطريق الذي ينفصل عن منطقة توبراك كالا إلى الإسكندرية ويعبر على دورت يول. يرتبط أيضا ب بحيرة اموك عن طريق نفق بلان.
تقع المدينة في اقصى جنوب طرق السكك الحديدية[وصلة مكسورة] التي في تركية. تتواجد tcdd (طرق السكة الحديد التركية) في داخل المنطقة السادسة ادانا. علاوة على ذلك فإن تشغيل (طريق السكك الحديد التركية) جانب ميناء الإسكندرونة له تأثير في المواصلات عبر البحر.
تأمن المواصلات الداخلية للبلدة بحافلات المدينة. حيث يمكن الوصل إلى اى مكان في المدينة بحافلات المدينة[وصلة مكسورة]، وايضا إلى البلدات المرتبطة بها، والقرى.

## الصحة
تواجدت 2 مستشفى[وصلة مكسورة] حكومية في البلدة، تضم عدد مجموع 73 عيادة، و11 غرفة عمليات، و570 سرير ; تم إنشاء الأولى وافتتاحها عام 1923  والتانية عام 1968. تم إنشاء 1 مستشفى ولادة واطفال تضم 6 عيادات، و3 غرف عمليات، و125 سرير، تم افتتاحها عام 1990. علاوة على ذلك توجد 8 مؤسسات صحية من بينهم 4 مراكز طبية، و1 مركز ابحاث للقلب، و1 مركز ابحاث للاعصاب، و2 مستشفى خاصة. بجانب ذلك يوجد 29 جمعية صحية: 10 في المدينة و19 في البلدة والقرى. كما يوجد أكبر مستوصف معالجة مرض السل في هاتاى، ومركز تنظيم الاسرة، ومركز صحى للطفولة، ومعمل صحى للشعب. طبقا لقانون مدينة بيوك شاهير رقم 6360 الصادر عام 2012، اصحبت حدود بلدة الإسكندرونة الادراية مرتبطة ببلدية الإسكندرونة وتم غلق منشئات البلدية التابعة للبلدة. فتكونت الإسكندرونة من 33 حى.

## الرياضة
النوادى الرياضية
العاب الإسكندرونة
تاسس النادي ذو اللون الأزرق والبرتقالي في عام 1967. مركز بهاتشه للأبحاث الثفاقية أقامت مبارياتها في استاد 5 يونيو في اسكندرونه طوال سنين كثيرة. قل دعمها تدريجيا للرياضة في الإسكندرونة البلدة التي ضعف اقتصادها بعد حرب الخليج على الرغم من استمرار كفاحهم للصعود من المركز الثاني إلى المركز الأول في الدوري العام حتى عام 1990. حصل هذه الفريق في البداية على المركز الثالث في الدوري العام ثم بعد ذلك انضم اليه العديد من المحترفين.
قام اللاعبين بالمنافسة في الدوري العام للمحترفين اعتبارا من عام 2007.
رياضة خليج الإسكندرونة
فريق كرة القدم الذي تأسس في الإسكندرونة. لعب مباريات في استاد الإسكندرونة في 5 يوليو. كان لونه البرتقالي والأزرق. ولعب في الدوري العام الثاني في اتحاد كرة[وصلة مكسورة] القدم في تركيا.
رياضة الإسكندرونة
فريق كرة القدم تأسس في عام 2009. لعب الفريق مبارياته في استاد الإسكندرونة 5 يوليو. ألوانه الازرق والبرتقالي. لعب الفريق في دوري العام للهواة في هاتاي.
رياضة بلدية الأسكندرونة
هو فريق الإسكندرونة. تأسس في عام 1926. لعب في المجموعة الأولى في الدورى العام الثالث في موسم 2006_2007 بتركيا. تغير الأسم إلى رياضة بلدية الإسكندرونة بناءا على قرار تم أخذه في 24 سبتمبر 2007.
نادي رياضة بلدية الأسكندرونة
كان فريق كرة السلة يلعب في الدور العام الممتاز للكرة السلة بتركيا. وحصل على المركز السابع في الموسم 2007_2008 في دوري عام.

## الهيكل الإداري

### البلدية
أول مرة تم تشكيل حكومة في اسكندورن يرجع إلى انضمام هتاى إلى تركيا في عام 1939.
| السنة              | العام         |
| ------------------ | ------------- |
| سيف دنجيل          | 2014_حتى الآن |
| يوسف شيفلك         | 2009-2014     |
| ميتى أصلان         | 1994-2009     |
| حسن انسان          | 1989-1994     |
| عبد القدر كوجا باش | 1984-1989     |
| صابرى انجه         | 1977-1984     |
| على ديندلتيب       | 1968-1977     |
| التشكيل            | الوزراى       |

### الهيكل الأدارى
بالقانون الذي سن في عام 2012 ارتبطت الحدود الأدراية لمحافظة اسكندرون بلبدية اسكندورنة. وأصبحت الإسنكدرونة تتكون من 33 حيًا.

### الأحياء والقرى

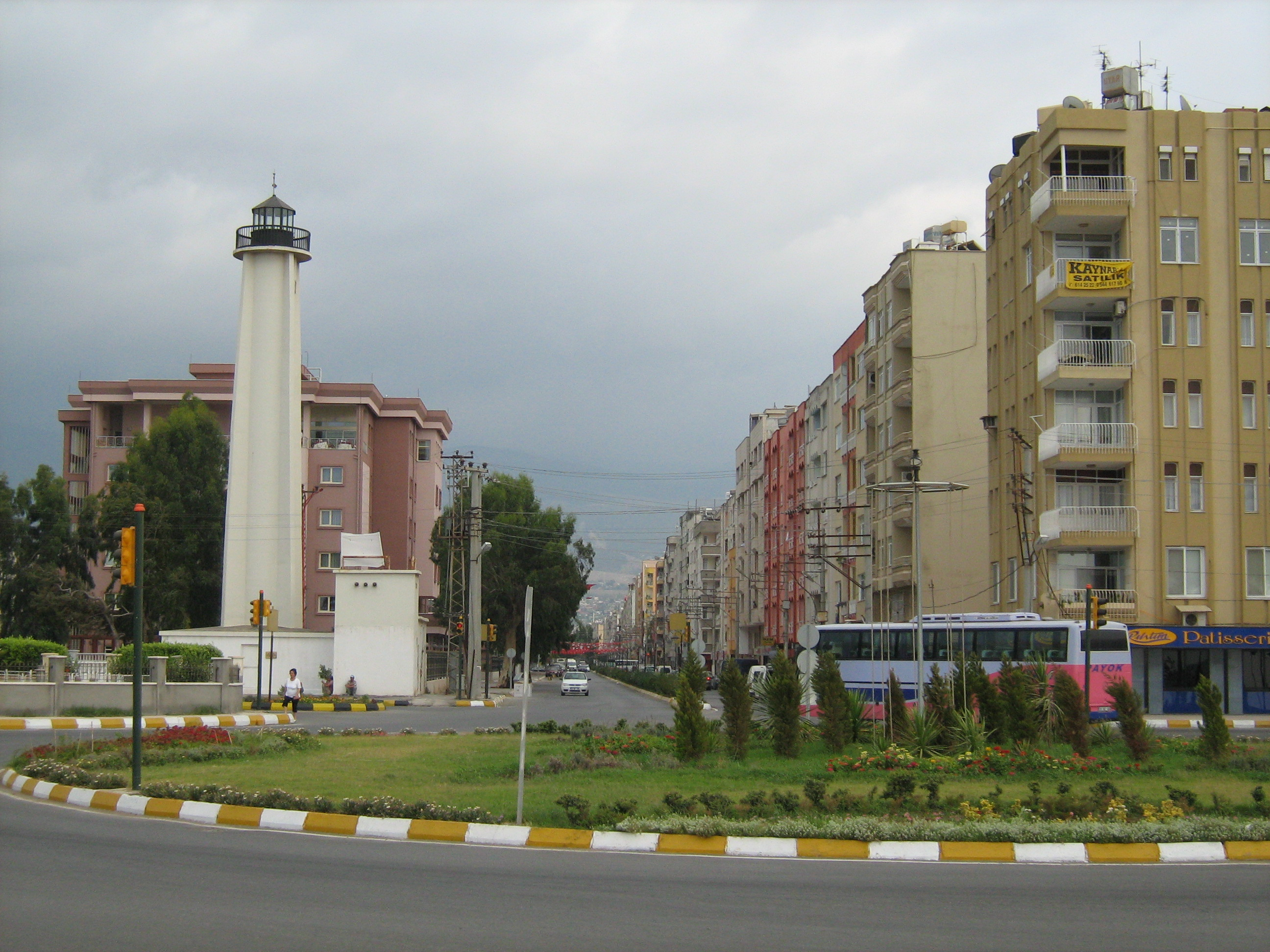
عصمت إينونو (منارة) من جهة الشارع الرئيسى فنار.

يوجد في قضاء إسكندرونة 45 حيًا:
- حي باربروس
- حي باريش تيبى
- حي بلوتيبى
- حي الجمهورية
- حي شاى
- حي دوملوبنر
- حي اسنتيبى
- حي السلطان فاتح
- حي البحارين
- حي سرسكى
- حي ازجبنلك
- حي كارلان
- حي جول تيبى
- حي غور سيال
- حي جوزل شاى
- حي الحرية
- حي منسمة اينونو

- حي كوجخ تيبى
- حي كورتولوش
- حي الميدان
- حي مودرن افلر
- حي مردانية
- حي مصطفى كمال
- حي نونى
- حي باينر باش
- حي بيرى ريز
- حي صقاريا
- حي حرب
- حي سليمانية
- حي ينه شهير
- حي يلدرم تبى
- حي يونس أمره